# Julius Vincenz von Krombholz

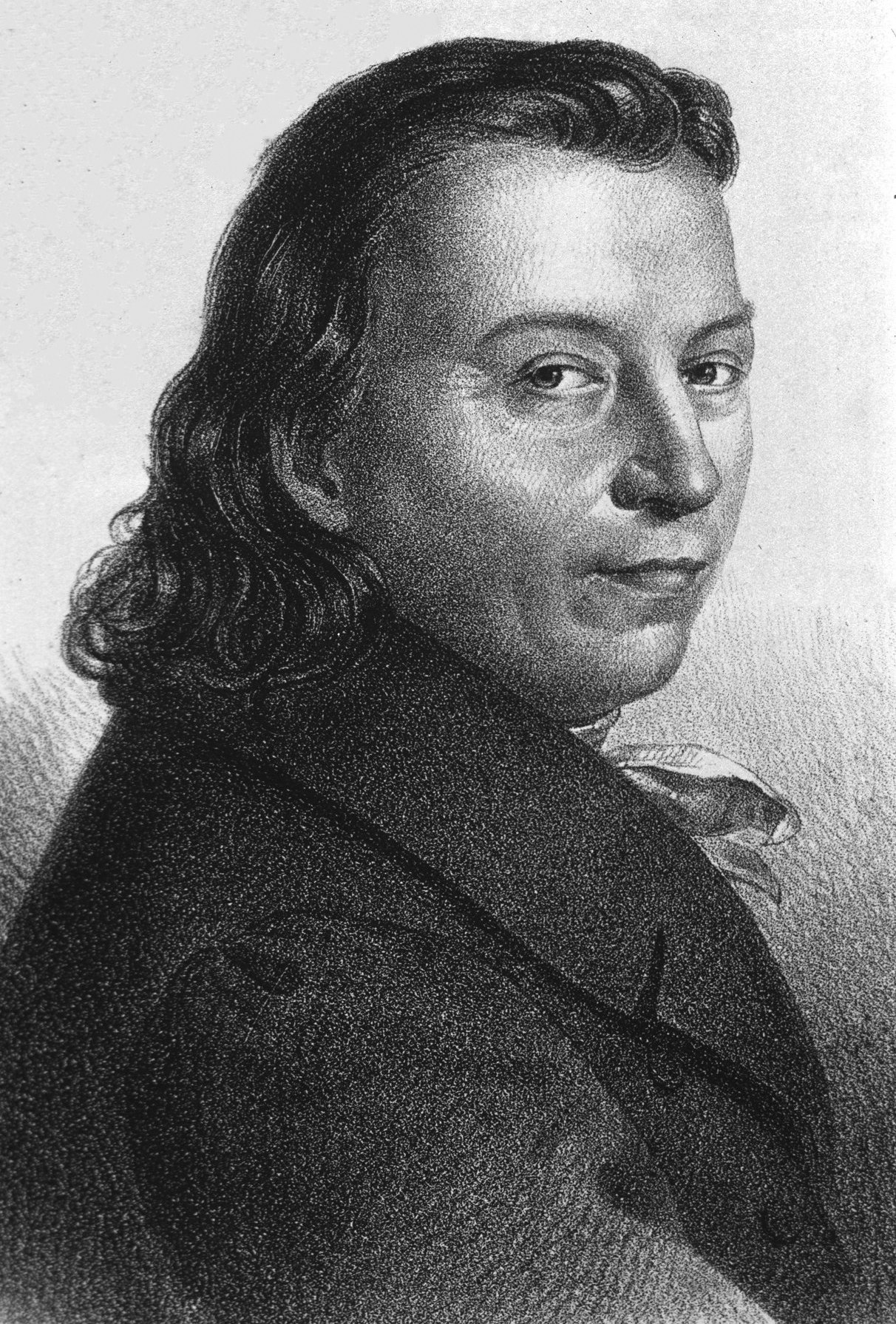
Julius Vincenz von Krombholz

Julius Vincenz von Krombholz  ( 1782 – 1843 ) foi um micologista e médico alemão.
Estudou  medicina  na  Universidade de Praga em 1803 e obteve o seu título de doutor 1814. Ensinou em Praga a disciplina higiene. Interessou-se pela toxicidade dos cogumelos , e realizou numerosas experiências em zoologia. O resultado de suas observações está no seu famoso livro Naturgetreue Abbildungen und Beschreibungen der essbaren, schädlichen und verdächtigen Schwämme (J.G. Calve'schen Buchhandlung, Praga, dois volumes, 1831-1846). O fim da obra é publicado postumamente por  Johann Baptista Zobel (1812-1865).

## Ilustrações extraidas de Naturgetreue Abbildungen und Beschreibungen der essbaren

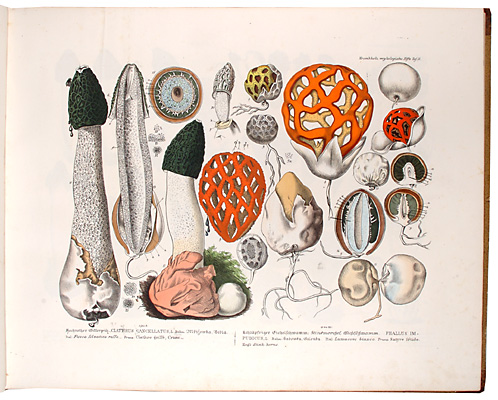
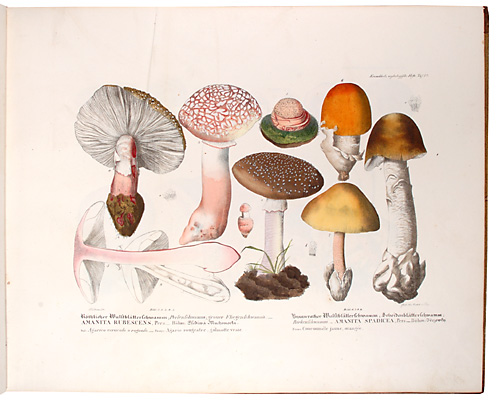
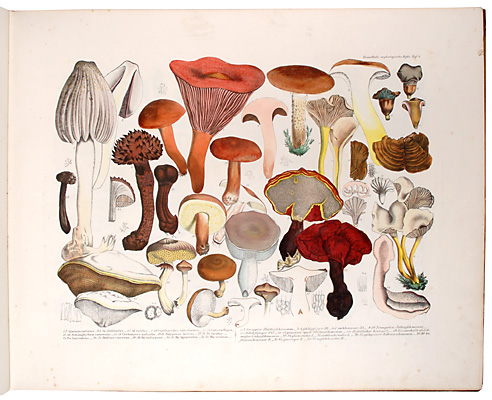